# Xu Shiyou
Xu Shiyou (chinois : 许世友) est un général de l'Armée populaire de libération chinoise, né le 28 février 1905 dans le xian de Xin, à Xinyang, dans la province du Henan en Chine impériale, et mort le 22 octobre 1985 à Nankin en république populaire de Chine.

## Biographie
Xu Shiyou est né dans une famille paysanne pauvre de la province du Henan. Il a développé un intérêt pour les arts martiaux, ou wushu, à l'âge de sept ans et a passé huit ans à étudier sous l'autorité de ses maîtres, des moines du célèbre monastère Shaolin. Il a été décrit dans le journal officiel China Daily comme le « général Wushu », en raison de ses compétences légendaires avec des armes telles que le sabre, gourdin, poignard, fouet et lance.
En poste à Nankin, il est devenu l'un des « chefs de guerre communistes » qui combinaient le pouvoir politique et militaire pour devenir les garants de grandes régions du pays. Ce poste a été particulièrement crucial pendant la Révolution culturelle de 1966 à 1976, quand les villes qui sont tombées sous l'autorité de Xu Shiyou , y compris Shanghai, sont rentrées dans la tourmente révolutionnaire. Bien qu'il ait été critiqué au début de la Révolution culturelle, le général Xu Shiyou a maintenu sa position en offrant une autocritique publique, et quand l'armée a reçu l'ordre de sévir contre les gardes rouges, il est intervenu avec son autorité renforcée. En 1969, il a été nommé au Politburo et l'année suivante, il est devenu chef du parti de la province du Jiangsu, l'un des plus peuplés et des plus importants économiquement de Chine.
Si le général Xu Shiyou a joué à plusieurs reprises un rôle clé sous la gouvernance communiste, peut-être le plus important est-il survenu en 1976, lorsque, en tant que commandant de la région militaire de Canton dans le Sud, il a donné refuge à Deng Xiaoping après que celui-ci a été écarté par Mao Zedong pour la deuxième fois. Le général a été crédité d'avoir joué un rôle majeur dans le retour de Deng Xiaoping dans la sphère du pouvoir politique à Pékin l'année suivante, après la mort de Mao, et dans sa montée ultérieure au contrôle du Parti communiste. Mais en 1980, alors que Deng Xiaoping s'orientait vers des changements dans l'Armée populaire de libération, le général Xu Shiyou faisait partie d'un certain nombre de commandants militaires régionaux puissants qui ont perdu leur poste. Deux ans plus tard, il a perdu son siège au sein du Politburo en place et a été nommé vice-président de la commission consultative centrale, un groupe d'anciens créé par Deng Xiaoping pour permettre la promotion de personnalités plus jeunes. En effet, Xu Shiyoul était à la retraite et il retourna à Nanjing, où il avait été commandant régional de 1954 à 1973.
Une annonce officielle le décrit en 1985,  « comme un combattant communiste loyal, révolutionnaire prolétarien et commandant militaire exceptionnel ». Il est indiqué que ses soixante années dans l'armée avaient été marquées par de « grandes contributions » à la victoire communiste en 1949 et à la modernisation ultérieure des forces armées, ainsi que la « sécurité et la prospérité » du pays.